# Новодевичий (Белгородская область)
Новодевичий — хутор в Волоконовском районе Белгородской области России. В составе Волчье-Александровского сельского поселения.

## География
Хутор расположен в восточной части Белгородской области, на левом берегу реки Волчьей, напротив расположенной на её правом берегу Волчьей Александровки, в 16 км по прямой к западу от районного центра Волоконовки.

## Население
| 2002 | 2010 |
| ---- | ---- |
| 61   | ↘35  |